# Cattedrale dell'Assunzione della Beata Vergine Maria (Carlow)
La cattedrale dell'Assunzione della Beata Vergine Maria (in inglese: Cathedral of the Assumption of Blessed Virgin Mary) è la cattedrale cattolica di Carlow, in Irlanda, e sede della diocesi di Kildare e Leighlin.

## Storia
La Cattedrale è stata progettata dall'architetto Thomas Cobden in stile neogotico ed è stata la prima cattedrale cattolica costruita in Irlanda dopo l'emancipazione cattolica. Il vescovo James Doyle pose la prima pietra del Duomo il 18 marzo 1828. La torre è alta 46 metri e risale al 7 aprile 1829 ed è ispirata alla torre civica (Belfort) di Bruges, in Belgio. La cattedrale è stata completata nel 1833 e consacrata il 30 novembre dello stesso anno da Mons. Matthew Cullen. Tra il 1949 e il 1965 sono stati effettuati lavori di ristrutturazione interni ed esterni.